# Kalavibagi, Hiriyur
Kalavibagi là một làng thuộc tehsil Hiriyur, huyện Chitradurga, bang Karnataka, Ấn Độ.